# Ундри
«Ундри» (фар. Undrið Fótbólts Felag) — фарерский футбольный клуб, играющий в Хойвуйке. Основан 18 января 2006 года. Традиционный клубный цвет — бордовый. Свои домашние матчи команда проводит на стадионе «Хойвуйксвёллур», который насчитывает 500 посадочных мест.

## История клуба
«Ундри» был основан 18 января 2006 года фарерским сообществом лютеран. Среди целей клуба были заявлены игра в зрелищный футбол и поддержание спортивного духа. Первым президентом «Ундри» стал Никчиль Хайнесен. Изначально команда базировалась в Торсхавне. В 2010 году «Ундри» впервые вышел во второй дивизион: «мыловары» в плей-офф прошли «Ройн», оказавшись точнее в серии пенальти. Клуб продержался во второй лиге 3 сезона, вылетев из неё в 2014 году. Понижение в классе привело к перестановкам в клубном руководстве и переезду команды в Хойвуйк. В 2017 году «Ундри» выиграл третий дивизион. В сезоне-2018 команду возглавил Арнар Лонберг — бывший игрок «Ундри», с 2015 года также являвшийся её президентом. 
В 2021 году «Ундри» одержал победу во второй лиге за 3 тура до конца турнира и вышел в первый дивизион впервые за свою 15-летнюю историю.

## Прежние названия
Клуб получил своё название от своего первого спонсора — исландского производителя мыла «Undri», что на фарерском и исландском языках означает «чудо». В 2010 году «Ундри» сменил спонсора и добавил к своему названию окончание «-ð», чтобы оно соответствовало корректному фарерскому написанию.
- 2006—2010 — «Undri Fótbólts Felag»
- 2010—н. в. — «Undrið Fótbólts Felag»

## Достижения
- Победитель второго дивизиона Фарерских островов (1): 2021
- Победитель третьего дивизиона Фарерских островов (1): 2017

## Президенты клуба
- Никчиль Хайнесен (2006–2014)
- Арнар Лонберг (2015–н. в.)